# 순심중학교
순심중학교(純心中學校)는 대한민국 경상북도 칠곡군 왜관읍 왜관리에 있는 사립 중학교이다.

## 학교 연혁
- 1936년 5월 15일 : 소화(小花)여자학원 개원(설립자 이 로베르토 신부)
- 1939년 3월 23일 : 소화여자학원 1회 졸업식
- 1946년 5월 23일 : 순심(純心)여자 초급중학교로 인가(초대 교장 이명우 신부 취임)
- 1946년 11월 29일 : 순심 초급 중학교로 교명 변경, 남녀공학 인가(6학급)
- 1947년 6월 25일 : 재단법인 순심교육재단 설립 인가(초대 이사장 이명우 신부)
- 1949년 7월 15일 : 순심초급중학교 1회 졸업식(남 61명, 여 32명)
- 1951년 8월 31일 : 순심중학교로 교명 변경 인가(9학급 450명)
- 1952년 3월 30일 : 순심고등학교 설립 인가, 초대 교장 정행돈(중학교 겸임)
- 1955년 4월 1일 : 중고등학교 분리운영(현 남자부 중학생, 현 여자부 고등학생)
- 1961년 7월 31일 : 중고등학교 병합, 성베네딕도회 왜관수도원에서 학교 경영
- 1975년 3월 1일 : 순심여자고등학교 분리운영
- 1978년 3월 1일 : 순심여자중학교 분리운영
- 1983년 12월 7일 : 중학교 남서관 교사 신축 준공 (13교실)
- 1992년 5월 23일 : 개교 기념 행사 및 신축 강당 축복식
- 1998년 10월 31일 : 생활관(웅비관) 준공
- 2008년 3월 1일 : 순심중학교, 순심고등학교 분리
- 2014년 2월 10일 : 제11대 재단이사장 박현동 블라시오 아빠스 취임
- 2016년 10월 21일 : 프란치스코관 축복식
- 2024년 2월 1일 : 순심중학교 제76회 졸업식
- 2024년 3월 4일 : 제17대 양순애 교장 취임

## 참고 자료
- 순심중학교 - 한국교육학술정보원 학교알리미